# Відділ боротьби з кіберзлочинністю (Йорданія)
Підрозділ боротьби з кіберзлочинністю — це організація державної безпеки, створена Управлінням громадської безпеки Йорданії у 2008 році у складі Департаменту кримінальних розслідувань і отримала назву «Відділ боротьби з кіберзлочинністю» у 2015 році. Того ж року було видано Закон про кіберзлочинність № 27, який розглядає справи про кіберзлочини в рамках статей, що описують склад злочину та покарання за нього.
З метою боротьби з кіберзлочинністю та підвищення обізнаності суспільства про її небезпеку, підрозділ співпрацює з міжнародними та місцевими установами та компаніями, приватними установами, фінансовими та банківськими установами, телекомунікаційними компаніями та організаціями громадянського суспільства..

## Кіберзлочинність в Йорданії
Кожен злочин, передбачений законами Йорданії та вчинений через Інтернет, чи то дія, чи то бездіяльність, криміналізується законом, включно зі злочинами в соціальних мережах, тому було ухвалено Закон про кіберзлочинність № 27 від 2015 р. Він містив 18 статей, що містять визначення найбільш важливих електронних термінів і покарань, серед яких штраф за вхід в інформаційну мережу, штраф за введення або публікацію програми скасування або видалення, штраф за захоплення, перехоплення, підслуховування, перешкоджання, зміну або видалення даних кредитних карток або фінансової та банківської інформації, переказ грошей з інформаційної системи або вебсайту. Покарання подвоюється для будь-кого, хто бере участь у порнографічних актах і сексуальній експлуатації, сприяє та заохочує проституцію, наклеп, наклеп та приниження через інформаційну мережу, електронні погрози, доступ до даних, недоступних для громадськості, проникнення в місця для перевірки судовою поліцією, покарання за участь, втручання та підбурювання, вчинення будь-якого злочину, який карається будь-яким законодавством, подвоєння штрафу за повторність, подання позову до йорданських судів.

### Правова база
- Закон про кіберзлочинність № (27) (2015 року)[5]
- Закон про телекомунікації № (13) (1995 року)[5]
- Закон про електронні транзакції № (85) (2001 року)[5]
- Кримінальний кодекс № (16) (1960 року)[5]
- Усі закони, що діють у Королівстві відповідно до статті 15 Закону про кіберзлочинність № 27 від 2015 року.[5]

#### Стаття 11
Стаття 11 є однією з найбільш суперечливих статей закону, яка передбачає, що «будь-яка особа, яка публікує або повторно публікує мову ворожнечі через інтернет, вебсайт або інформаційну систему, карається позбавленням волі на строк від одного року до трьох років і штрафом у розмірі від 5 000 динарів до 10 000 динарів».
Проєкт закону про кіберзлочинність із поправками викликав широкі дебати в Королівстві між тими, хто бачить у ньому закон, що затикає рота й посилює покарання для активістів і журналістів, і тими, хто вбачає в ньому інструмент регулювання та профілактики кіберзлочинності, поширюваної через платформи соціальних мереж. Трьох журналістів засудили до шести місяців в'язниці та зобов'язали виплатити фінансову компенсацію в розмірі 50 000 динарів після справи, зареєстрованої проти них главою Королівського суду Юсефом аль-Іссаві та внесеної до закону про кіберзлочинність із поправками від 2015 року, правозахисники та журналісти вимагають відкликати законопроєкт, спрямований до Палати представників.